# F級潜水艦 (アメリカ海軍)
F級潜水艦 (F-class submarine) は、アメリカ海軍の潜水艦の艦級。1909年にエレクトリック・ボート社で設計された。
本級は同社で建造されたC級潜水艦およびD級潜水艦とよく似た艦容であった。全長はD級よりもわずかに長く、4隻が建造された。本級の船体は単船殻構造であり、縦軸に沿って円形の断面を持っていた。全長は142フィート6インチ(43.4m)であり、全幅は15フィート7インチ(4.7m)であった。本級およびE級潜水艦はエレクトリック・ボートで建造された艦首水平舵を持つ初の艦であった。
船体は以下の3つのコンパートメントを含んでいた: 
- 4門の18インチ魚雷発射管を収めた魚雷室。
- バラスト制御バルブ、水流調整器及び潜望鏡を収めたコントロール・ルーム。
- 二基のディーゼルエンジンを収めた機関室。

2基のディーゼルエンジンは共通の軸に接続された。推進軸はモーターを回転し充電用の発電機を動かした。バッテリーはゴムに覆われたオープントップの鉄製容器にセルが収められた。

F級の計画図面

## 同型艦
- カープ F-1 (USS Carp/F-1, SS-20)

　ユニオン鉄工所建造　就役:1912年6月19日　1917年12月17日、F-3と衝突し沈没。
　1911年11月17日改称、名の由来はコイを中心にフナ属・ハクレン属などコイ科淡水魚の一部の総称。
- バラクーダ F-2 (USS Barracuda/F-2, SS-21)

　ユニオン鉄工所建造　就役:1912年6月25日　退役:1922年3月16日
　1911年11月17日改称、名の由来はカマス科に属する大型海水魚の総称。
- ピカーレル F-3 (USS Pickerel/F-3, SS-22)

　モーガン・ブラザース建造　就役:1912年8月5日　退役:1922年3月15日
　1911年11月17日改称、名の由来はカワカマス科に属する中型・小型パイクに加え、大型パイクの幼魚の総称。
- スケート F-4 (USS Skate/F-4, SS-23)

　モーガン・ブラザース建造　就役:1913年5月3日　1915年8月31日、演習時に浸水沈没。
　1911年11月17日改称、名の由来はガンギエイ目ガンギエイ科に属するエイの総称。